# Nathan Harris
Pour les articles homonymes, voir Harris.

a Compétitions nationales et continentales officielles uniquement.

b Matchs officiels uniquement.
Dernière mise à jour le 20 novembre 2021.
Nathan Harris, né le 8 mars 1992 à Tauranga (Nouvelle-Zélande), est un joueur de rugby à XV international néo-zélandais évoluant au poste de talonneur. Il évolue l'intégralité de sa carrière avec la franchise des Chiefs en Super Rugby entre 2014 et 2021, et avec la province de Bay of Plenty en NPC entre 2012 et 2021. Il mesure 1,86 m pour 106 kg.

## Carrière

### En club
Nathan Harris commence sa carrière professionnelle en 2012 avec l'équipe de Bay of Plenty en National Provincial Championship. 
En 2014, il fait ses débuts en Super Rugby avec la franchise des Chiefs. En 2015, il rate l'intégralité de la saison de Super Rugby en raison d'une blessure à la cheville mais son contrat est tout de même prolongé par la franchise jusqu'en 2017.
En 2020, il manque une bonne partie de la saison de Super Rugby à cause d'une blessure à l'épaule.
En novembre 2021, il annonce qu'il met un terme à sa carrière de joueur, à cause de douleurs continues à la cheville.

### En équipe nationale
Nathan Harris a joué avec l'équipe de Nouvelle-Zélande des moins de 20 ans en 2012.
En septembre 2014, il est sélectionné pour la première fois par Steve Hansen pour évoluer avec les All Blacks. Il connait sa première cape internationale le 27 septembre 2014 à l’occasion d’un match contre l'équipe d'Argentine à La Plata.
En 2019, il joue est sélectionné avec les Māori All Blacks, et joue deux matchs avec cette équipe,.

## Palmarès

### En club et province
- Finaliste du Super Rugby Aotearoa en 2021 avec les Chiefs.

### En équipe nationale
- Vainqueur du Rugby Championship en 2014, 2017 et 2018

## Statistiques
Au 20 novembre 2021, Nathan Harris compte 20 capes en équipe de Nouvelle-Zélande, dont une en tant que titulaire, depuis le 27 septembre 2014 contre l'équipe d'Argentine à La Plata. Il a inscrit deux essais (10 points). 
Il participe à quatre éditions du Rugby Championship, en 2014, 2017 et 2018. Il dispute sept rencontres dans cette compétition.